# Zodarion vanimpei
Zodarion vanimpei là một loài nhện trong họ Zodariidae.
Loài này thuộc chi Zodarion. Zodarion vanimpei được Robert Bosmans miêu tả năm 1994.